# Пржевальский (фильм)
«Пржева́льский» — историко-биографический фильм режиссёра Сергея Юткевича, снятый на киностудии «Мосфильм» в 1951 году. Премьера фильма состоялась 26 февраля 1952 года.
Натурные съёмки производились в Приморском крае, в песках Средней Азии, в горах Тянь-Шаня и Памира, а также на территории Китайской Народной Республики, при содействии Государственной Пекинской киностудии.

## Сюжет
Фильм о великом русском учёном-путешественнике, который исследовал обширные пространства русского Приморья, первым проник в неведомые области Центральной Азии и уничтожил последние «белые пятна» на её карте. О исследователе, который более десяти лет провёл в седле, прошёл путь в многие тысячи километров по Уссурийской тайге, по Монголии, Китаю и Тибету.
Петербург, 1867 год. Молодой офицер, преподаватель географии в юнкерском училище Николай Пржевальский обратился с просьбой к Петру Петровичу Семёнову-Тян-Шанскому, оказать ему помощь в организации экспедиции в глубь Центральной Азии.
После годового путешествия по Приморью Пржевальский возглавил ряд экспедиций в Центральную Азию в результате которых им были привезены десять тысяч экземпляров растений и животных. Более половины пути было положено на карту. Пржевальский делает вывод, что пустыня Гоби — это не огромное песчаное вздутие, а каменистая чаша, лежащая между хребтами. Его исследование перечёркивает меридиональные хребты гумбольдтовой схемы, проясняя подлинное понимание геологии всего континента.

## В ролях
- Сергей Папов — Николай Пржевальский
- Всеволод Ларионов — Всеволод Роборовский
- Борис Тенин — казак Егоров
- Георгий Слабиняк — Телешов
- Николай Комиссаров — Пётр Семёнов-Тян-Шанский
- Владимир Всеволодов — Николай Северцов
- Николай Свободин — великий князь
- Сергей Мартинсон — профессор Шатило, казначей Географического общества
- Василий Бокарев — Саймон
- Владимир Таскин — Бенджамин Дизраэли
- Сергей Ценин — русский посол
- Елена Вольская — Катя
- Эммануил Геллер — эпизод
- Цырен Шагжин — Дондок Иринчинов
- Тэн Лун — Ху-Шин
- Кэн Джен — Чжин-Сян
- Лян Лэн-Дзу — амбань
- Ван Гуан-Дэ — адъютант амбаня
- Пак Чун Сэп — Ким Ти Бон
- Ким Дин — корейский учитель
- Ц. Демдинов — хозяин монгольской юрты
- Дагба Дондуков — монгольский пастух
- П. Николаев — монгольский пастух

В эпизодах снимались актёры Корейского драматического театра Казахской ССР, Бурят-монгольского драматического театра, Государственного театра китайской классической драмы, Государственной Пекинской киностудии.

## Съёмочная группа
- Авторы сценария: Алексей Спешнев, Владимир Швейцер
- Режиссёр-постановщик: Сергей Юткевич
- Операторы-постановщики: Евгений Андриканис, Фёдор Фирсов
- Композитор: Георгий Свиридов
- Художники-постановщики: Михаил Богданов, Геннадий Мясников
- Режиссёры: С. Рейтман, Е. Зильберштейн
- Операторы: А. Ахметова, В. Домбровский
- Звукооператор: Виктор Зорин
- Оркестр Министерства кинематографии СССР
  - Дирижёр: А. Ройтман
- Художник по костюмам: В. Ковригин
- Художник-гримёр: М. Чикирев
- Монтажёр: К. Алеева
- Консультант: Э. Мурзаев
- Директор: Г. Кузнецов